# Felício Lugão
Felício Brum Lugão (Carangola, 1 de agosto de 1926 — Muriaé, 27 de dezembro de 2014) foi um empresário brasileiro, sócio proprietário do Coletivos Muriaeense, presidente da ACIM – Associação Comercial de Muriaé, diretor do SESI Muriaé, e membro de diversos conselhos representativos em Muriaé e região, como Casa de Caridade de Muriaé Hospital São Paulo, SICOOB-CREDIMUR e FEDERAMINAS.

## Biografia
Nascido em Carangola, aos 38 anos se mudou para Belo Horizonte onde, junto com seus dois concunhados, fundou a empresa de ônibus urbano Viação Indiana.
Em 1982, após uma mudança no formato de linhas urbanas na capital mineira, se mudou para Muriaé, adquirindo a empresa Coletivos Muriaeense. Nesta mesma época adquiriu também a empresa Viação Caparaó de Manhuaçu.
Sr. Felício recebeu muitos prêmios de reconhecimento, como por exemplo o título de cidadania honorária muriaeense, por sua atuação como empresário influente e participativo em questões que envolvem o interesse de Muriaé e região. Exerceu também trabalho social em diferentes áreas.
Marido de Irene Motta Lugão, pai de dois filhos e avô de três netos, faleceu aos 88 anos em Muriaé.